# Gebhard Leberecht von Blücher
Gebhard Leberecht von Blücher, fyrste af Wahlstatt (født 16. december 1742 i Rostock, død 12. september 1819) var en preussisk generalfeltmarskal.
Blücher blev født i det svenske Pommern og var soldat i den svenske armé, men blev taget til fange af preusserne og skiftede til deres side i en alder af 18. Her blev han senere kaptajn, men faldt i unåde hos monarken Frederik II af Preussen. Han tog sin afsked fra militæret og vendte ikke tilbage før femten år senere. 
Han blev preussisk general op til Napoleonskrigene, og efter det preussiske nederlag var det ham, der blev den naturlige leder af patrioterne. Da russerne havde kastet Napoleons tropper tilbage til Elben, fik Blücher status som Preussens svar på den store strateg Napoleon. Han slog denne ved Leipzig i 1813, og krigslykken vendte. Blücher tilføjede Napoleons kejserrige dødsstødet i Slaget ved Waterloo i 1815.
I 1814 blev han udnævnt til fyrste af Wahlstatt.
Han døde i 1819 i en alder af 76 år. Den Blücherske slægt kan i dag spores til bl.a. Norge, Island og Danmark.